# Ossonis
Ossonis – rodzaj chrząszczy z rodziny kózkowatych i podrodziny zgrzypikowych.

## Zasięg występowania
Przedstawiciele tego rodzaju występują w Azji Południowo-Wschodniej oraz Bhutanie.

## Systematyka
Do Ossonis należy 6 gatunków:
- Ossonis clytomima
- Ossonis hirsutipes
- Ossonis indica
- Ossonis mentaweiensis
- Ossonis modiglianii
- Ossonis sumatrensis